# 戈羅季謝 (索卡爾區)
50°18′56″N 24°14′25″E / 50.31556°N 24.24028°E
戈羅季謝（烏克蘭語：Городище），是烏克蘭西部的村莊，隸屬利維夫州的舍普季茨基區。該村面積0.72平方公里，海拔高度190米，2001年人口132，人口密度每平方公里183.33人。